# جان‌سخت: انتقام‌جو
جان‌سخت: انتقام‌جو (به انگلیسی: Die Hard: Vendetta) نام یک بازی ویدئویی تیراندازی اول شخص می‌باشد که در سال ۲۰۰۲ منتشر شد.